# Шевченко Григорій Макарович
Григо́рій Мака́рович Шевче́нко (4 березня 1922 — 15 липня 1944) — радянський військовик, учасник Другої світової війни, командир 1-го стрілецького батальйону 25-го гвардійського стрілецького полку 6-ї гвардійської стрілецької дивізії (13-та армія, Центральний фронт), гвардії капітан. Герой Радянського Союзу (1943).

## Біографія
Народився 4 березня 1922 року в селі Берестівка (нині Липоводолинський район Сумської області) в селянській родині. Українець. Член ВКП(б) з 1942 року.
Закінчив семирічну школу. Навчався у Дніпропетровській художній школі.
До лав РСЧА призваний у 1941 році Липоводолинським РВК. У 1942 році закінчив Тамбовське військове піхотне училище.
Учасник німецько-радянської війни з червня 1942 року. Воював на Брянському, Центральному і 1-му Українському фронтах.
Під час боїв за закріплення на висоті 257.2 поблизу села Миляве Орловської області з 25 по 28 вересня 1942 року командир 2-ї автоматної роти 25-го гвардійського стрілецького полку 6-ї гвардійської стрілецької дивізії старший лейтенант Г. М. Шевченко зі своїми бійцями, попри нещівний артилерійсько-мінометний вогонь супротивника, відбив 6 ворожих контратак при підтримці танків, знищивши при цьому близько 150 солдатів та 1 танк.
19 лютого 1943 року в бою за село Степанівка командир 2-ї автоматної роти гвардії старший лейтенант Г. М. Шевченко особисто з 10-ма автоматниками, перебуваючи на броні танка, перейшов у контратаку й вибив з околиці села німців, знищивши при цьому до 25 ворожих солдатів.
У боях на Орловсько-Курському напрямку в липні 1943 року командир 2-ї роти автоматників гвардії капітан Г. М. Шевченко виявив виключну хоробрість, стійкість і героїзм. 7 липня 34-й гвардійський артилерійський полк, відходячи на нові позиції, залишив батарею 76-мм гармат, не маючи змоги її транспортувати. Відбиваючи атаки ворога, капітан Шевченко і його автоматники за власною ініціативою, на руках витягли гармати батареї з яру й доправили їх у розташування полку за 2 км. Під час наступу ворожих автоматників, допомагав бійцям 4-ї і 9-ї стрілецьких рот вдало відбивати атаки, внаслідок чого супротивник зазнав значних втрат.
Особливо командир 1-го стрілецького батальйону 25-го гвардійського стрілецького полку 6-ї гвардійської стрілецької дивізії гвардії капітан Шевченко Г. М. відзначився під час форсування річки Дніпро північніше Києва, коли його бійці першими форсували річку, захопили плацдарм на правому березі, закріпились і міцно його утримували до підходу основних частин дивізії.
15 липня 1944 року гвардії майор Шевченко Г. М. загинув у бою. Похований в парку імені Т. Г. Шевченка у місті Рівному.

## Нагороди
Указом Президії Верховної Ради СРСР від 16 жовтня 1943 року за успішне форсування річки Дніпро північніше Києва, міцне закріплення плацдарму на західному березі та виявлені при цьому відвагу і героїзм, гвардії капітанові Шевченку Григорію Макаровичу присвоєне звання Героя Радянського Союзу з врученням ордена Леніна і медалі «Золота Зірка» (№ 1795).
Нагороджений орденами Леніна (16.10.1943), Червоного Прапора (13.07.1943), Червоної Зірки (23.02.1943), медаллю «За відвагу» (07.10.1942).